# Andrés Lucero González
Andrés Lucero González (Brunete, 3 agosto 1964) è un ex calciatore spagnolo, di ruolo centrocampista.

## Caratteristiche tecniche
In attività era un centrocampista centrale.

## Carriera
Ha giocato per gran parte della sua carriera con in Segunda División e Segunda División B.